# Tryphon nigrinus
Tryphon nigrinus is een vliesvleugelig insect uit de familie van de gewone sluipwespen (Ichneumonidae). De wetenschappelijke naam van de soort is voor het eerst geldig gepubliceerd in 1871 door Carl Gustav Alexander Brischke.